# Mario Suárez Mata
Mario Suárez Mata (født 24. februar 1987) er en spansk fodboldspiller. Han spiller for Rayo Vallecano i Spanien, som midtbanespiller. Tidligere har han repræsenteret blandt andet Atlético Madrid, Fiorentina, Watford og Guizhou Zhicheng.
Mata står desuden (pr. april 2018) noteret for tre kampe for det spanske landshold.